# Conducteur de bus
 (avril 2024).
Si vous disposez d'ouvrages ou d'articles de référence ou si vous connaissez des sites web de qualité traitant du thème abordé ici, merci de compléter l'article en donnant les références utiles à sa vérifiabilité et en les liant à la section « Notes et références ».
Un conducteur-receveur (ou chauffeur/chauffeuse d'autobus au Québec) est une personne dont le métier est de conduire des autobus ou des autocars. Son métier consiste à transporter par la route des personnes d'un point donné à un autre, en suivant un itinéraire donné, et en respectant le passage aux points d'arrêts.
Les conducteurs de transports en commun doivent être titulaires d'un permis de conduire spécial pour pouvoir exercer leur profession. En France, le conducteur doit être titulaire du permis D1 ou D, éventuellement complété par le permis D1E ou DE, et, dans tous les cas, d'une FIMO (ou FCO si recyclage).
Au Québec, il faut un permis de classe 1 ou 2.

## Formations
En France, il faut au moins avoir suivi une FIMO de 140 heures et il est impératif de posséder le permis D1 ou D. Ce dernier ne peut être obtenu qu'à l'âge de 24 ans et sous condition d'avoir le permis B. À noter que les titulaires d'un CAP ou d'un titre professionnel sont dispensés de la FIMO, et l'âge requis pour l'obtention des permis D ou DE est de 21 ans.
De plus, tous les 5 ans après le passage de la FIMO, les conducteurs doivent passer une FCO (c'est un stage obligatoire de remise à niveau)
Les conducteurs peuvent aussi passer le permis D1E ou DE dans le cas où le véhicule tracte une remorque (sauf pour les bus articulés ou bi-articulés, considérés comme véhicule isolé et nécessitant uniquement le permis D).

## Terminologie

### France
En France, les conducteurs de transports en commun se désignent de plus en plus comme « conducteurs » et non plus comme « chauffeurs », suivant en cela les appellations de la convention collective. L'appellation « chauffeur » reste aux chauffeurs de taxi et de grande remise.
D'un point de vue historique, le terme de "chauffeur" remonte à l'époque de la traction ferroviaire à vapeur. En effet, à cette époque les locomotives étaient conduites par une équipe de deux personnes : le mécanicien, qui entretient la machine et qui conduit à proprement parler et le chauffeur, chargé d'alimenter le foyer en combustible, par extension de chauffer l'eau pour produire de la vapeur. Son travail est similaire à celui de soutier dans un navire à vapeur.
Le terme « conducteur de transports en commun » regroupe des situations différentes et les chauffeurs ont tendance à se désigner selon le type de service qu'ils assurent habituellement.
Dans le langage courant, le terme "prendre le bus" est souvent utilisé pour le transport de personnes alors qu'il existe une différence entre l'autobus et l'autocar : 
- l'autobus concerne le transport urbain et ne peut pas rouler à plus de 80 km/h (70 km/h en vitesse commerciale) et dispose de places assises et debout pour les horaires de forte affluence ;
- l'autocar peut rouler jusqu'à 100 km/h (avec un limiteur de vitesse obligatoire), mais ce dernier ne dispose pas de places debout.

## Les différents types de missions

### Les scolaires
Le conducteur d'autocar scolaire effectue des transports scolaires et des trajets dits périscolaires tels qu'école-stade, école-piscine, etc. Il est tenu d'appliquer les normes spécifiques aux transports d'enfants.
Cette catégorie reste généralement assez peu payée, d'autant plus qu'elle est fortement exposée au temps partiel subi ainsi qu'à de grandes amplitudes horaire.
On y trouve souvent des conducteurs sortant de formation, le « scolaire » étant la porte d'accès principale à la profession, mais aussi des conducteurs âgés, issus en partie d'autres métiers de la conduite, en situation de reclassement.

### Les lignes interurbaines
Le conducteur effectue des services réguliers interurbains. Il délivre donc les billets, voire les cartes et abonnements dans certains réseau. Il est responsable de sa caisse, sur ses deniers personnels. Certaines sociétés de transports sanctionnent, de façon apparente ou déguisée, le conducteur qui aura laissé passer un fraudeur, même involontairement. Sur des lignes très fréquentées, son travail ressemble à celui du conducteur urbain. En zone rurale ou de montagne, le conducteur du car est un personnage de son village, un peu comme le facteur.

### L'urbain
Le conducteur assure des lignes urbaines. Il délivre des titres de transports. Le travail du conducteur urbain consiste, avant toute chose, à éviter les autres usagers et à prévenir les accidents. Les facultés d'anticipation et de détection des risques sont essentielles pour le conducteur urbain. La vigilance nécessaire et les contraintes de la conduite en ville font de l'« urbain » un métier assez stressant, et on peut estimer que seulement environ 40 % des conducteurs de transports en commun peuvent sans problème faire ce travail dans la durée. La rémunération du conducteur urbain varie beaucoup selon le réseau dont il fait partie.

### L'occasionnel
Le conducteur prend en charge des groupes de toutes sortes (enfants, sportifs, retraités, etc) pour des trajets de durée variable, de quelques dizaines de minutes (transferts) à quelques heures. Le conducteur doit être capable de prendre des initiatives, de faire face aux imprévus pour assurer la réussite de sa « sortie ». Il collabore le mieux possible avec l'« encadrant » du groupe, qu'il soit professionnel (guide de tourisme), ou amateur (tour leader, responsable de groupe...).
Il prend soin de son véhicule et en assure l'entretien courant. Ce poste nécessite une conduite soignée, un très bon relationnel, de la diplomatie et des capacités réelles à faire face à l'imprévu. La pratique des langues se révèle un atout précieux.

### Le grand tourisme
Il se distingue de la catégorie précédente pour la durée des sorties, et par le fait d'être le plus souvent à l'étranger, loin de ses bases. Le chauffeur de grand tourisme doit être parfaitement autonome, et pouvoir régler presque tous les problèmes sans appui extérieur. Il sait appliquer les réglementations étrangères, y compris douanières (si sortie hors UE), et se documenter à l'avance pour éviter les difficultés, par exemple les limitations ou interdictions de circulations dans certaines grandes villes. La pratique des langues étrangères est un atout précieux. Le conducteur de grand tourisme parcourt de grandes distances, et peut rester avec le même groupe pendant plus de 11 jours (en international). Le « grand tourisme » a connu de profondes évolutions depuis la fin des années 1990, mais les évolutions positives (extension de l'Union européenne, zone euro, internet, GPS, etc) ont du mal à faire oublier une  baisse certaine des rémunérations, qui étaient élevées avant cette période.

## Accès à la profession, sociologie
La profession de conducteur de transports en commun présente quelques particularités.
Tout d'abord, les « jeunes diplômés », pour qui c'est le premier métier, sont largement minoritaires, malgré le succès des formations professionnelles (CAP Agent d'Accueil et de conduite routière, option voyageurs; titre professionnel conducteur du transport routier interurbain de voyageurs...).
La conduite des T.C est souvent un métier de reclassement, et les origines professionnelles sont extrêmement variables. Cela est dû, d'une part, au fait que l'accès à la profession est assez facile, mais aussi au fait que la discrimination par l'âge est inexistante, le taux de chômage plutôt bas, et la mobilité professionnelle aisée dans les zones économiquement développées.

## La place des femmes
Si on peut faire remonter, preuves à l'appui, à la première guerre mondiale la présence de femmes aux commandes de tramways, la question est plus difficile concernant les bus et cars. La présence de conductrice est attestée depuis 1961 sur le réseau urbain parisien, mais il faut bien reconnaître que les conductrices sont restées des exceptions, en France, jusqu'à la fin des années 1970. À présent, la profession se féminise, de façon lente mais constante, et surtout en scolaire, urbain et interurbain.

## Les catégories de permis

### Permis D1
Le permis D1 concerne la conduite de véhicules destinés au transport de personnes comportant au maximum 16 places (conducteur compris) et ne mesurant pas plus de 8 mètres de long. Une remorque dont le PTAC ne dépasse pas 750 kg peut y être attelée. Le candidat au permis de catégorie D1 doit être âgé de 21 ans au minimum, et être en possession du permis de catégorie B.

### Permis D1E
Le permis D1E concerne la conduite de véhicules de la catégorie D1 avec une remorque dont le PTAC dépasse 750 kg. Le candidat au permis de catégorie D1E doit être âgé de 21 ans au minimum, et être en possession des permis de catégories B et D1.

### Permis D
Pour conduire des véhicules, destinés au transport de personnes, comportant plus de 8 places (conducteur compris). Une remorque ne dépassant pas 750 kg peut y être attelée. Le candidat au permis de catégorie D doit être âgé de 24 ans au minimum (sauf dans le cadre d'une formation longue comme un titre professionnel ou un CAP), et être en possession du permis de catégorie B.

### Permis DE
Le permis DE permet de conduire des véhicules, destinés au transport de personnes, comportant plus de 8 places assises (conducteur compris), avec une remorque dont le PTAC dépasse 750 kg. Le candidat au permis de catégorie DE doit être âgé de 24 ans au minimum (sauf dans le cadre d'une formation longue ou d'une équivalence du permis CE), et être en possession des permis de conduire de catégorie B et D.